# Kasteel Drie Koningen

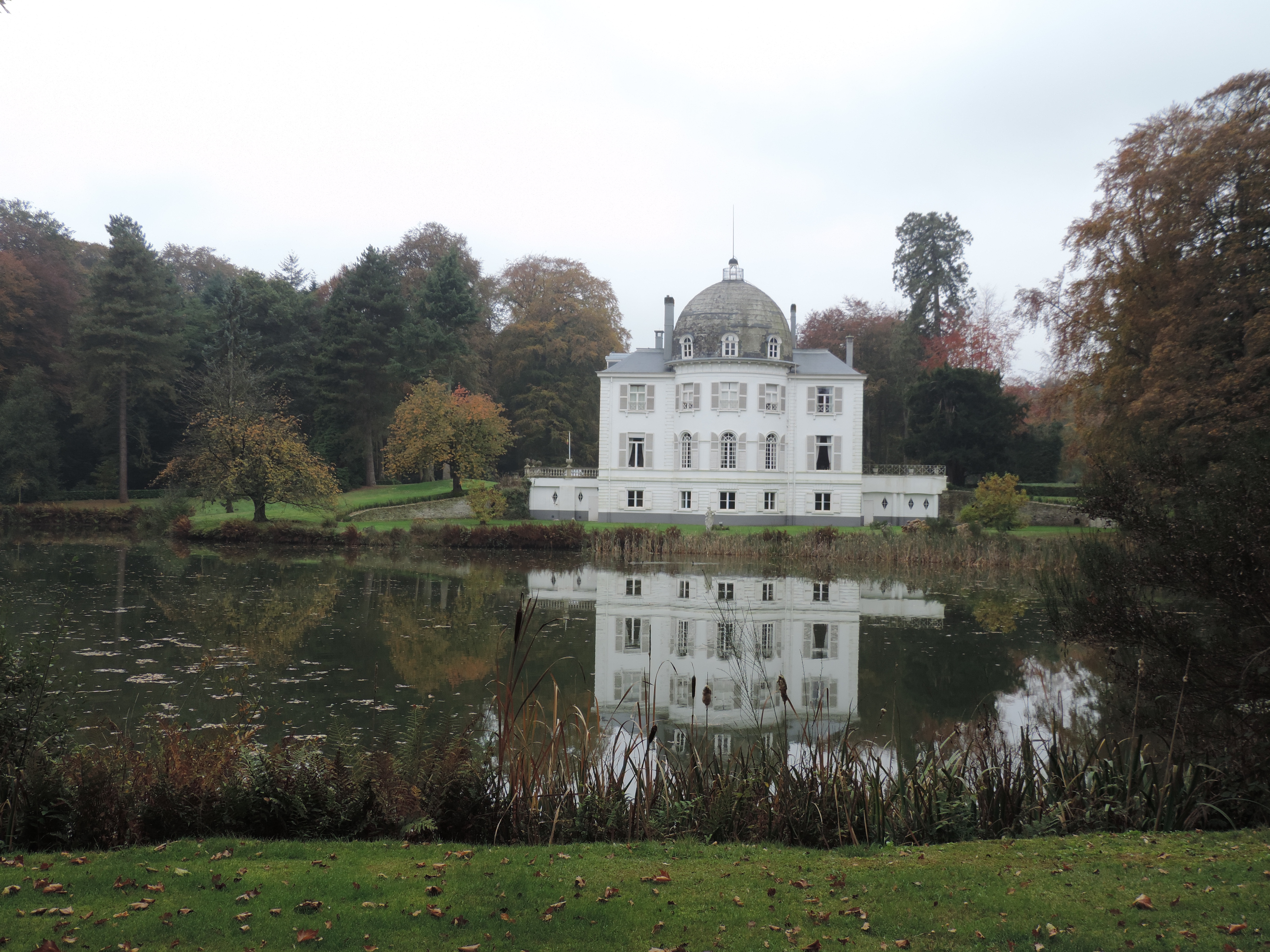
Kasteel Drie Koningen

Het Kasteel Drie Koningen is een kasteel in de Belgische gemeente Beernem in de gelijknamige straat Drie Koningen. Baron Franciscus de Serret van Outryve bouwde het in 1802. Het ligt naast het provinciaal domein Lippensgoed-Bulskampveld.

## Geschiedenis
Het kasteel en het park van 20 hectare behoorden toe aan de ongeschoeide karmelieten. Aan de wijk de Drie Koningen begint een heirweg die door het domein van Bulskampveld loopt en deze eindigt in Brugge waarlangs de paters een hoeve bezaten, ‘Oude Paterij’ en een kapel bouwden. In 1798 kocht kanunnik Jean-Georges van Outryve (°Damme, 1741 - †Brugge, 1819) de gronden nadat ze tijdens de Franse Revolutie werden aangeslagen en openbaar verkocht als “Nationaal Goed” ten voordele van de Franse staatskist. Jean-Georges van Outryve gaf de gronden in 1802 door aan zijn schoonbroer Franciscus-Josephus-Joannes, baron de Serret van Outryve (1767-1849), zoon van François-Joseph de Serret (° 1741), en van Marie-Jeanne de Willaeys. Hij was gehuwd met Marie-Thérèse van Outryve sinds 1797. Het kasteel zou deels zijn opgebouwd met afbraakmateriaal van de Brugse Sint-Donaaskathedraal, die in 1799 onder Frans bewind werd afgebroken. Net zoals de gronden van Drie Koningen werd deze kathedraal destijds als “Nationaal Goed” verkocht.
In 1565 stond een herberg genaamd “Drie Koningen” op het kruispunt van de heirweg waar het kasteel aan ligt. Deze naam werd na verloop van tijd ook gebruikt voor het kasteel. Deze herberg werd omgebouwd tot een mooie hofstede, heden gelegen in de Drie Koningen nr. 13. Aanvankelijk heette dit kasteel “Meerberg” of de “Hoge Maere” naar de hoogste heuvel van het domein waarop het gebouwd werd.

## Beschrijving
De stijl van het gebouw kan worden omschreven als empire, een stijl vernoemd naar het keizerrijk van Napoleon. François de Serret werd tot baron de l’Empire benoemd in 1813 na een audiëntie bij Napoleon. Oorspronkelijk zou het kasteel zonder koepel zijn gebouwd. Vooral het salon met zicht op de vijver is prachtig om te zien. Renovaties werden uitgevoerd in 1858, 1871 en 1909. In 1985 werd het kasteel beschermd als monument bij MB van 17/01/1985.

## Grafmonument
Op het domein bevindt zich het grafmonument van Hubert van Outryve d’Ydewalle, burgemeester van Beernem. Hij was burgemeester van 1940, in opvolging van zijn vader, tot aan zijn dood. Hij werd op 11 juni 1944 aangehouden door de Duitse bezettingstroepen op het kasteel zelf. Hij overleed op 5 april 1945 in de gevangenis van Straubing in Duitsland. Zijn lichamelijke restanten werden teruggebracht en begraven op enkele tientallen meters van het kasteel. Oorspronkelijk stond op die plek een kapel, gebouwd in 1884, naar ontwerp van familielid Jean-Baptiste de Béthune, waarvan nu enkel een koorgevel is overgebleven.
Het park van twintig hectare werd aangelegd omstreeks 1815 door baron François de Serret. Hij was onder andere bosbouwkundige. In het park kunnen vele zeldzame bomen teruggevonden worden zoals de mammoetboom (in 1990 een hoogte van 25 m), een Spaanse zilverspar, een tulpenboom en reusachtige kastanjes.

## Cultureel
Vanaf de jaren vijftig, tot en met 1982 werden in het kasteel Drie Koningen in Beernem kunstweekends gehouden, waarbij de ganse beau monde van de Vlaamse kunstwereld er vertoefde. Deze periode werd beschreven in het boek “Schriften van Driekoningen”. Deze weekends werden gehouden door Hélène du Sart de Bouland, weduwe van Hubert van Outryve d’Ydewalle en in 1947 hertrouwd met graaf Charles d’Hespel. Ze deed dit ter nagedachtenis van haar overleden man die het boek “Noblesse en Flandre’ schreef, waarin hij de adel opriep zich onder het volk te begeven en volop deel te nemen aan het culturele leven. Op haar uitnodiging passeerden hier onder meer de letterkundigen Bertien Buyl en Paul Lebeau, de schilders Jack Godderis, Joris Houwen, Godfried Vervisch en Frans Minnaert, de beeldhouwer Géo Vindevogel, cartoonist Marc Sleen, acteur-regisseur Marc Leemans, componisten Herman Roelstraete en Jef Tinel en regent Prins Karel.

## Eigenaars
| 1802 | Franciscus de Serret van Outryve |
| 1849 | Alfons Marbois du Graty-de Serret |
| 1858 | Heer Vandenbossche uit Gent |
| 1871 | Charles Bailleau d’Avrincourt, een Frans «royalist» in 1870 uit Frankrijk gevlucht, gehuwd met Marie van Outryve d’Ydewalle                                                                      |
| 1909 | ridder André-Jean-Marie van Outryve d’Ydewalle, zoon van CharIes-Julien-Bernard-Eugne van Outryve d’Ydewalle, ridder (1840-1876), en van Marie-Virginie-Albertine Aronio de Romblay (1843-1926). |
| 1940 | Hubert Etienne van Outryve d'Ydewalle |
| 1945 | Raynier Ghislain André Marie van Outryve d'Ydewalle |
| 2007 | Harald van Outryve d'Ydewalle |

## Heden
Het volledige domein werd bij het overlijden van Raynier van Ouytryve d’Ydewalle verdeeld over zijn drie kinderen, Aude, Isaure en Harald. Het kasteel zelf is sinds 2007 in eigendom van Harald Van Outryve d’Ydewalle .